# Cow Cow Davenport
Charles Edward "Cow Cow" Davenport (Anniston, 26 april 1894 - Cleveland, 3 december 1955) was een Amerikaanse blues- en boogiewoogiepianist en -zanger. Zijn bekendste song was het door hem geschreven 'Cow Cow Blues', dat een van de eerste op de plaat verschenen boogiewoogie-songs was.
Davenport leerde vanaf zijn twaalfde piano spelen en wilde muzikant worden. Zijn vader, een geestelijke, had andere plannen en stuurde hem naar het seminarium. Daar werd Davenport afgestuurd, omdat hij in de kerk ragtime speelde. In de jaren twintig begon hij een carrière in het vaudeville-circuit, onder meer als begeleider van de blueszangeressen Dora Carr en Ivy Smith. In deze jaren nam hij in Chicago voor de platenlabels Vocalion en Brunswick verschillende songs op, waarvan 'Cow Cow Blues' de bekendste is geworden. Dit nummer geldt als een van de eerste boogiewoogie-songs die op plaat is verschenen. Voor Vocalion was Davenport ook talentscout.
Rond 1930 verhuisde Davenport naar Cleveland, Ohio, waar hij toerde, optrad en platen opnam met Sam Price. In 1938 kreeg hij een beroerte, waardoor hij voor een deel verlamd raakte. Hij bleef zingen, totdat hij in slechte tijden gedwongen was baantjes aan te nemen. In 1938 werd hij in een keuken 'ontdekt' door jazzpianist Art Hodes, die hem vervolgens hielp aan platencontracten. In 1942 had het orkest van Freddie Slack een grote hit met 'Cow Cow Boogie', dat deels was gebaseerd op Davenports 'Cow Cow Blues'. De hit leidde tot een boogiewoogie-craze en nieuwe belangstelling voor zijn muziek, maar Davenport werd er niet veel wijzer van. Hij maakte tot 1945 studio-opnames. De laatste jaren bracht hij in slechte gezondheid door.
Davenport heeft tientallen composities op zijn naam staan. Volgens hem zou hij ook de componist zijn geweest van 'Mama Don't Allow It' en 'I'll Be Glad When You're Dead (You Rascal You)' (bekend geworden door Louis Armstrong).

## Discografie
- Alabama Strut, Magpie
- Accompanist, Document
- Complete Recorded Works, volume 1 (1925-1929), Document
- Complete Recorded Works, volume 2 (1929-1945), Document
- Complete Recorded Works, volume 3, Document

- Bibsys: 8004022
- Bibliothèque nationale de France: cb13937840w (data)
- Gemeinsame Normdatei: 135438004
- International Standard Name Identifier: 0000 0000 6308 5049
- Library of Congress Control Number: n87134726
- MusicBrainz: 37279cee-02fb-43e0-8cb6-1200541f5296
- Nationale Bibliotheek van Israël: 987012330163205171
- SNAC: w6xb6w6c
- Système universitaire de documentation: 077364848
- Virtual International Authority File: 5122116
- WorldCat: E39PBJj4xpCFBhjgwymdxfMpT3